# Glyphodes bicolor
Glyphodes bicolor là một loài bướm đêm trong họ Crambidae.

## Hình ảnh

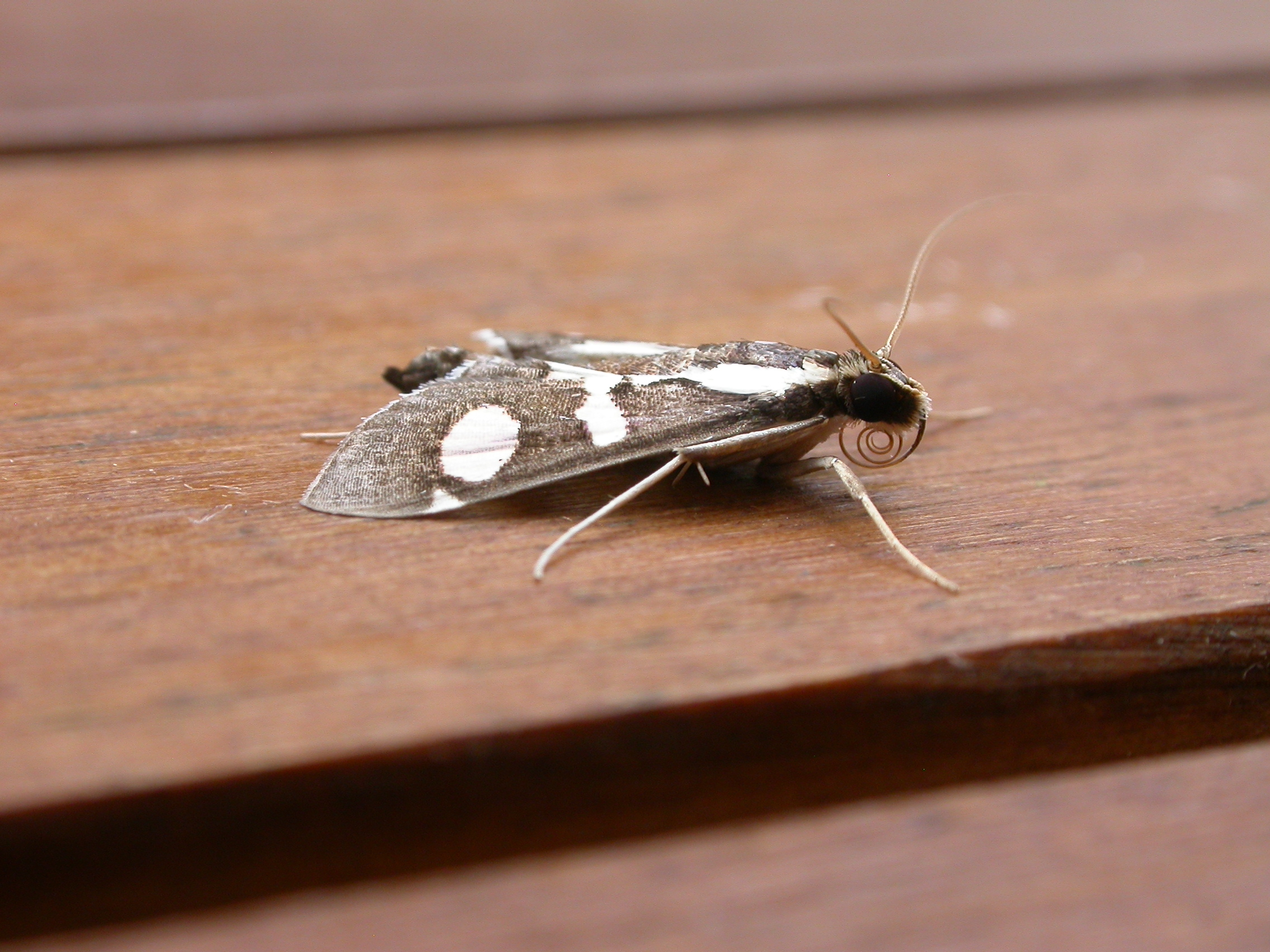